# لورو توناتو
لورو توناتو (انگلیسی: Lauro Toneatto; ۲۱ ژانویهٔ ۱۹۳۳ – ۱۳ مهٔ ۲۰۱۰) بازیکن فوتبال، و سرمربی (فوتبال) اهل ایتالیا بود.
از باشگاه‌هایی که در آن بازی کرده‌است می‌توان به باشگاه فوتبال روبور سیه‌نا و باشگاه فوتبال امپولی اشاره کرد.